# 圣凯撒略街
圣凯撒略街（Via di San Cesareo）是意大利南部那不勒斯省城市索伦托的主要购物街，包括出售旅游纪念品、古董和工艺品的店铺，以及酒吧和餐馆。
圣凯撒略街在古罗马时代曾是该城的主干道。目前这条街上的建筑大部分建于17-18世纪，为那不勒斯巴洛克风格。沿街的圣母堂创建于11世纪，欣赏巴洛克艺术和建筑的机会。